# Bassa padana
Per Bassa padana si intende una striscia della Pianura Padana lungo il fiume Po, all'incirca compresa tra la  provincia pavese e le valli di Comacchio e chiusa a sud, per tutta la sua lunghezza, dall'Appennino ligure e tosco-emiliano. A differenza dell'Alta padana, costituita da terreni permeabili composti da sabbie e ghiaie, la Bassa padana è composta prevalentemente da argilla e quindi piuttosto impermeabile, dove le acque ristagnano creando facilmente paludi. Comprende il territorio pianeggiante delle province di Pavia, Lodi, Piacenza, Cremona, Brescia, Mantova, Parma, Modena, Bologna, Ravenna, Forlì-Cesena, Rimini, Reggio Emilia, Rovigo, Ferrara e Verona.

## Geografia

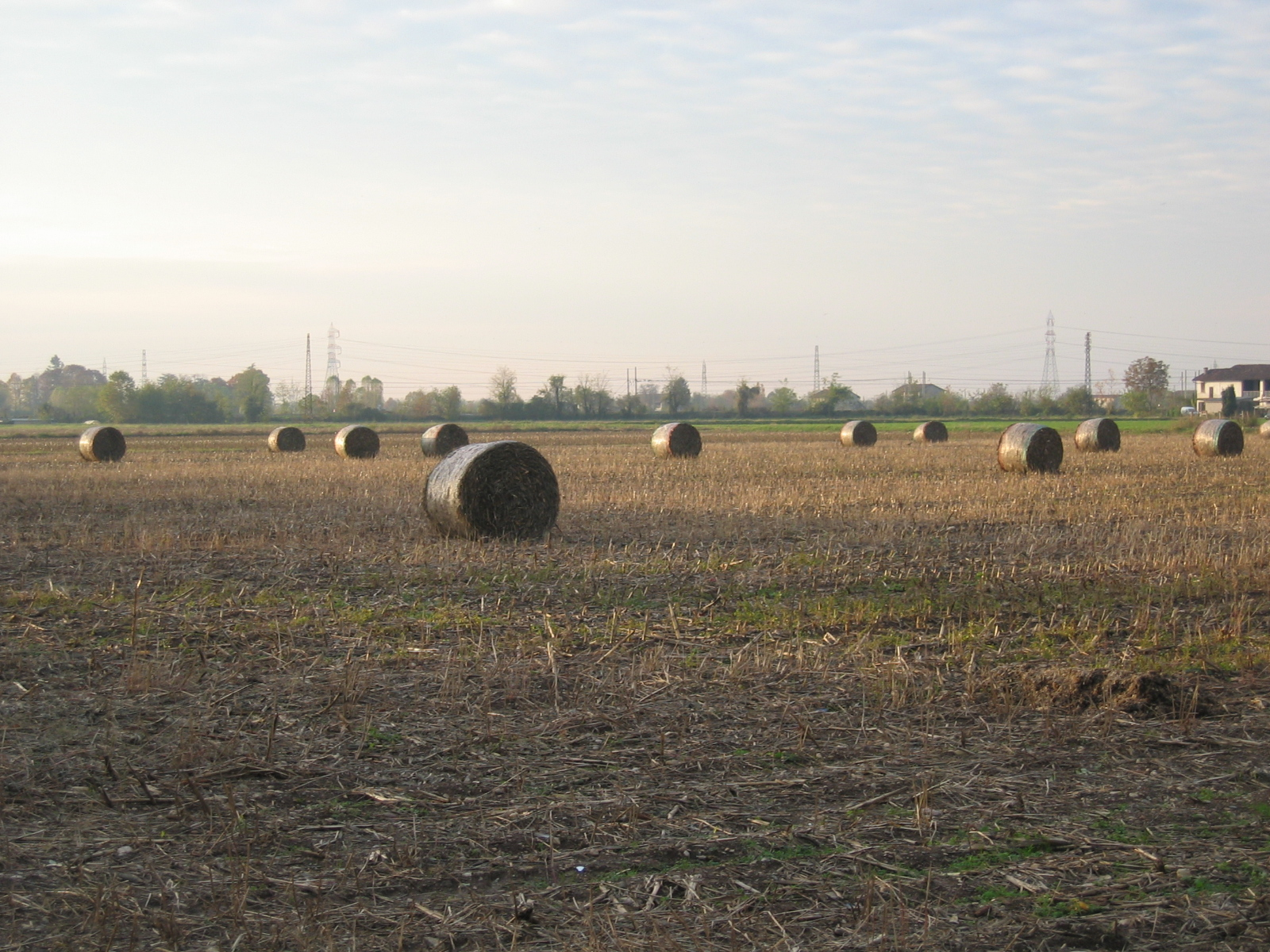
Bassa bergamasca

### Lombardia
- Bassa bergamasca
- Basso mantovano
- Bassa bresciana

### Emilia-Romagna

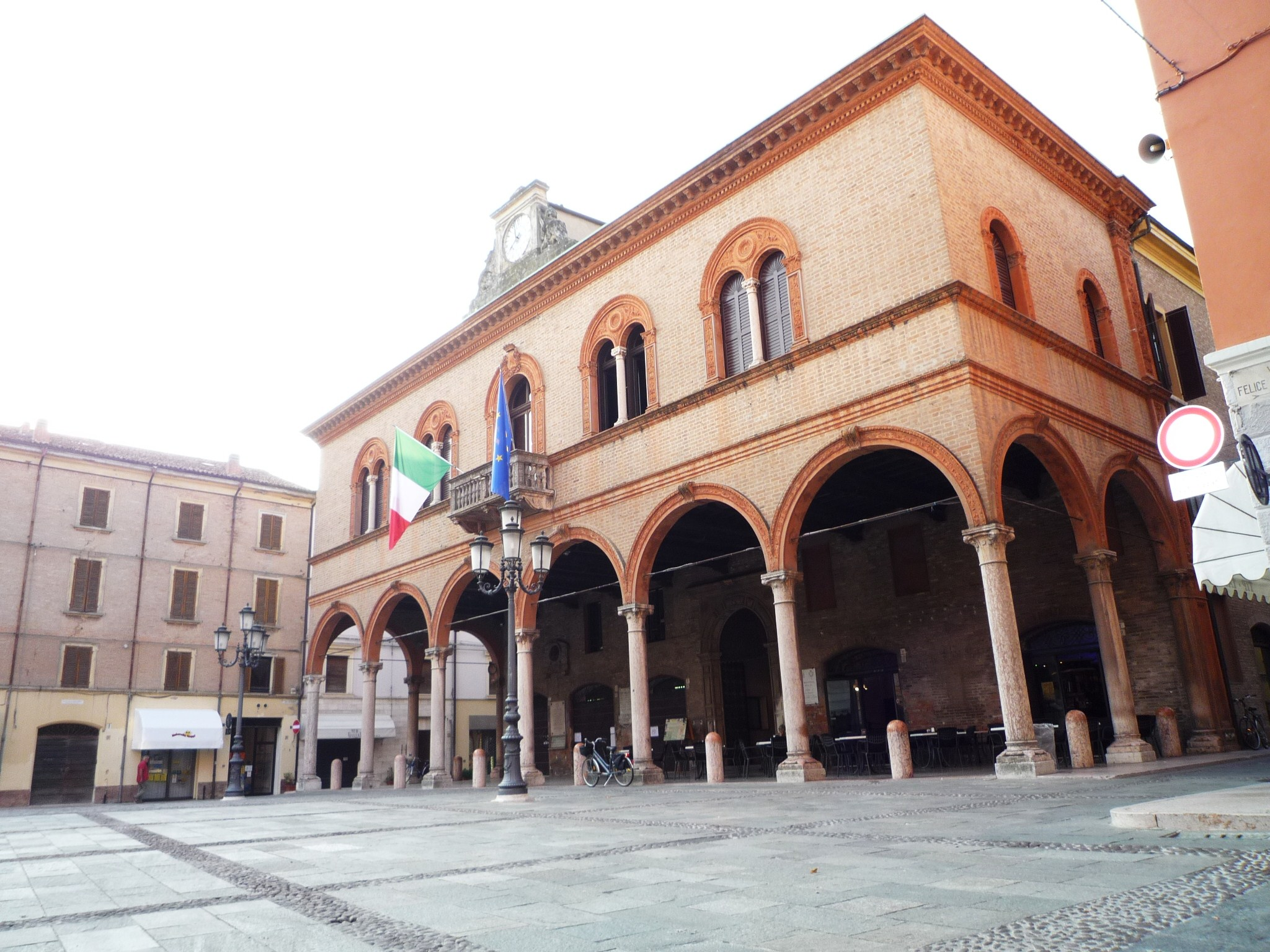
Bassa modenese

- Bassa piacentina
- Bassa parmense
- Bassa reggiana
- Bassa modenese
- Bassa ferrarese
- Bassa bolognese
- Pianura romagnola

### Clima
Come il resto della Pianura Padana il clima è tipicamente continentale con estati calde e inverni freddi. La forte umidità causa i fenomeni della nebbia e dell'afa, che caratterizzano rispettivamente l'autunno inoltrato e l'estate. Nelle mezze stagioni il clima è temperato.

## Storia

### Le bonifiche
Per secoli la Bassa padana è stata terra d'acquitrini, riscattati a destinazione agricola da una lunga serie di bonifiche.

## Letteratura
L'epopea della Bassa Padana è stata ricordata da Giovannino Guareschi nei suoi celebri romanzi della serie di don Camillo.
Di tono letterario più elevato è Il mulino del Po di Riccardo Bacchelli. Un caso a parte è Ferrara che dalla fine del Quattrocento a quella del Cinquecento con il Boiardo, l'Ariosto e il Tasso fu la capitale del poema cavalleresco.